# Liga Mundial de Polo Aquático Feminino de 2007
A Liga Mundial de Polo Aquático Feminino de 2007 foi a quarta edição da Liga Mundial Feminina, organizado pela FINA. A Super Final aconteceu em Montreal, Canadá, com a vitória da Seleção Estadunidense Feminina de Polo Aquático.